# Klapotetz

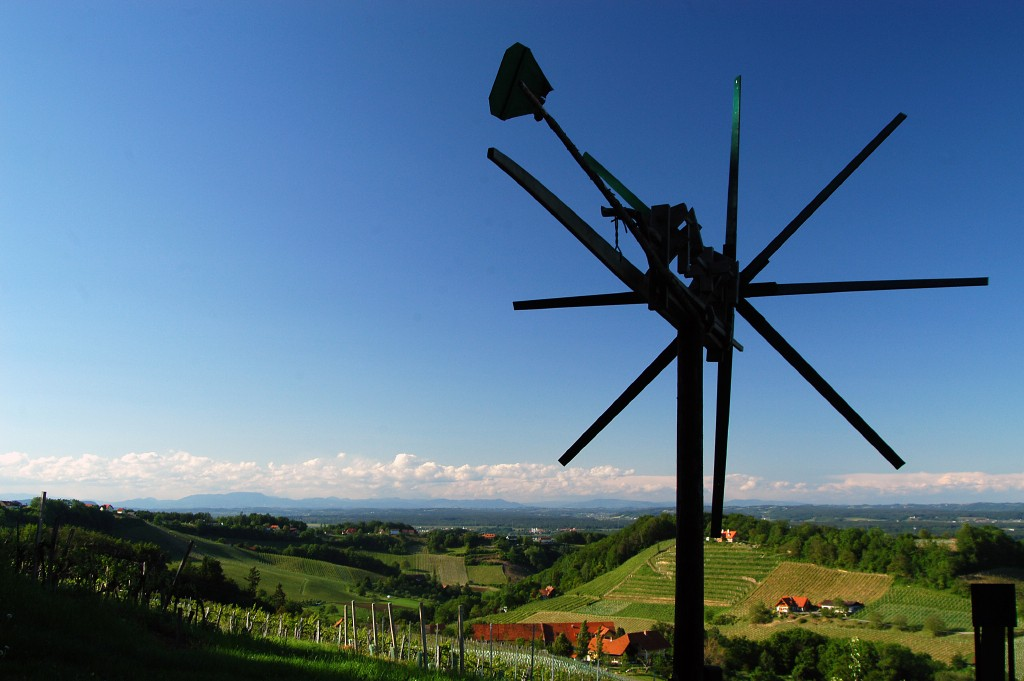

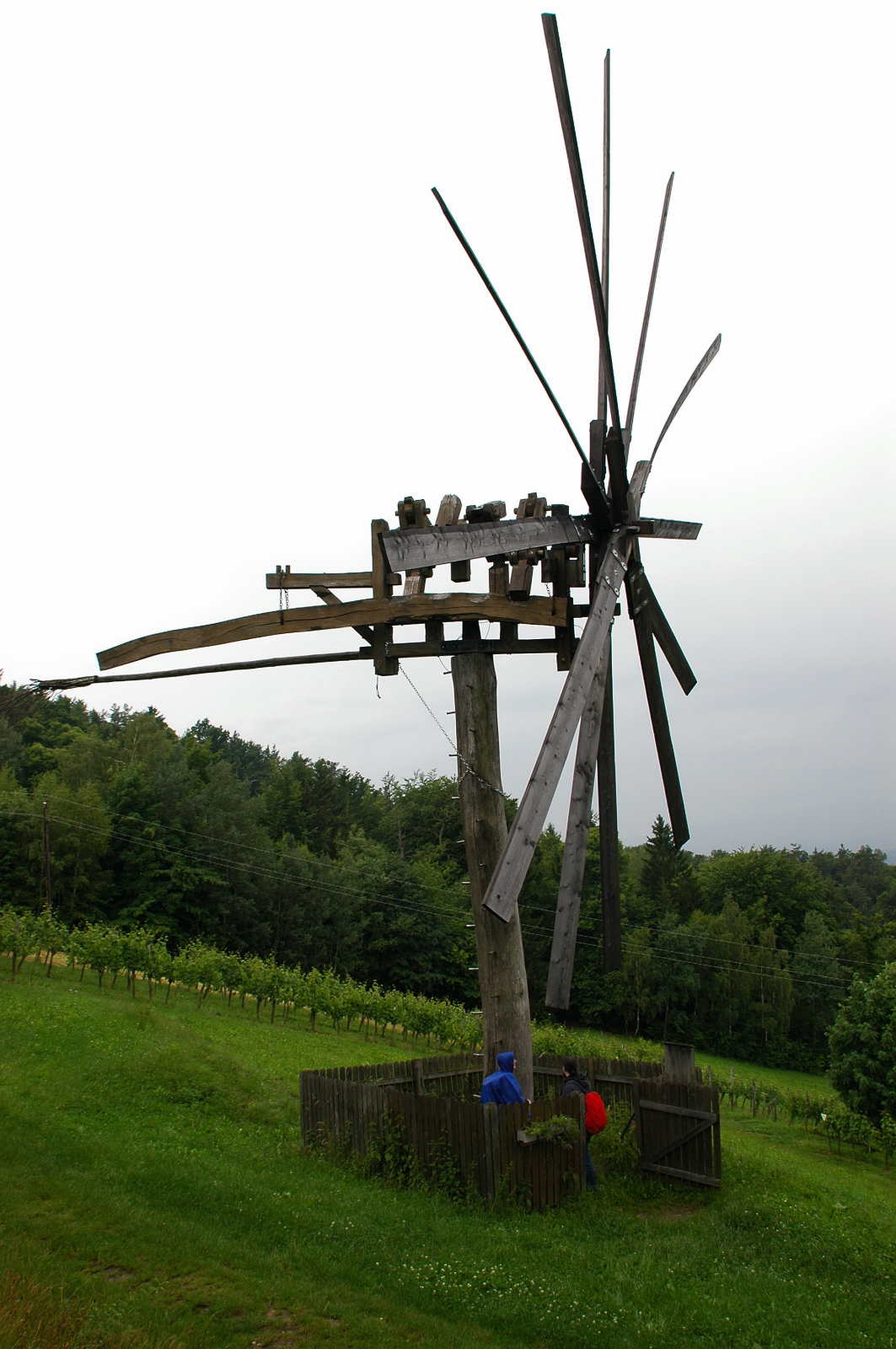

Un klapotetz (en alemán) o klopotec (en esloveno) es un artefacto mecánico de madera colocado en lo alto de un poste de madera parecido a un molino de viento. Se usa como espantapájaros en los viñedos de los paisajes tradicionales donde crece la vid de Eslovenia, Austria y Croacia. El klopotec es uno de los símbolos de Eslovenia.
El molinillo tiene seis u ocho hojas que giran sobre un eje con un aspa o veleta que está construido para girar de manera que está siempre colocado perpendicular al viento. Conforme gira el eje, martillos de madera son elevados de su posición de descanso a través de muescas fijas. Conforme caen hacia detrás, impactan rítmicamente sobre una tabla de madera. La calidad del sonido depende de la madera de la que estén hechos los martillos y la caja de resonancia, mientras que el ritmo del repiqueteo frecuentemente depende del número de martillos, así como de los cambios en la velocidad del viento.
El artefacto se usa principalmente para espantar a a los estorninos y otras aves para que se marchen de los viñedos de manera que no picoteen las uvas, pero es también un instrumento folklórico. Una creencia popular también afirma que los klapotetz alejan a las serpientes de los viñedos y suavizan las uvas.

## Nombre
Este objeto tiene muchos nombres. En esloveno se le llama klopotec y en algunos dialectos klapoc. Ambas palabras derivan de klopotati, que es producir golpes rítmicos y cortados. En alemán se llama Windradl o Windmühle; cada vez se usa más la palabra Klapotetz y también Klapotez. Podría traducirse como repiqueteo espantapájaros, una sonaja de viento o aplaudidor de viento.

## Historia
Aunque un historiador local de Maribor afirma que este objeto apareció en Haloze y en Zagorje ya en el siglo XVI, no se sabe nada en particular sobre su origen. Se cree que se desarrolló durante la Ilustración. Según la teoría más plausible que sostienen la mayoría de los etnólogos, incluyendo el etnólogo alemán Leopold Kretzenbacher, esta sonaja espantapájaros es de origen esloveno. Otra teoría afirma que primero se usó en el siglo XVIII en los campos por los franceses. 
La primera mención escrita de un klopotec se remonta a la segunda mitad del siglo XVIII, mientras que las imágenes más antiguas son de la primera mitad del siglo XIX. Este aparato también aparece mencionado en el poema social esloveno más antiguo, que data del año 1797 y lo escribió Leopold Volkmer. El archiduque Juan de Austria (1782–1859), el hermano menor del último sacro emperador romano Francisco II, lo tenía en su viñedo en 1836.

## Construcción
Un klapotetz está formado por partes diferentes, cada una de las cuales debería (idealmente) estar realizada con un tipo específico de madera para producir un sonido delicado y melodioso. La madera de los martillos y de la tabla es especialmente importante, pues solo una correcta combinación permite que el instrumento produzca el ultrasonido que espanta a los pájaros. Las partes son:
- stolček (bloque) - sostiene el eje; hecho de una madera dura (p.e. castaño, roble o fresno).
- kvaka (eje) - se taladran agujeros en él y se conectan con él los martillos o macleki.
- macleki (martillos) - deberían instalarse de tal modo que solo uno de ellos golpea cada vez. La mejor madera es la de haya, pero pueden usarse otros tipos de madera.
- deska (la tabla o caja de resonancia) - sobre ella golpean los macleki; se hace con madera de castaño o de cerezo.
- viličice (pl.;pequeños tenedores) - sostienen los macleki; se hacen con roble o haya.
- verižica (cadeneta) - es de la que cuelga la tabla o caja de resonancia.
- rep (la cola) - permite el repiqueteo al girar con el viento; hecho con los brotes de roble, pino u otro árbol, pues en estas especies las hojas permanecen unidas por el mayor tiempo. También una vieja escoba puede usarse como cola.
- vetrnica (la vela o molinillo) - gira en el viento y transfiere la rotación al eje; se hace con madera de álamo o abeto. El molinillo de Slovenske gorice tiene cuatro hojas, mientras que una de Haloze tiene seis y la de la Estiria austriaca tiene ocho.
- zavora (freno) - parte de repiqueteos especialmente grandes; les impode detenerse con un viento poderoso.

La mayor construcción de este tipo se alza en la cordillera Sausal, cerca de la cumbre del Demmerkogel. Tiene 16 metros de alto, y las partes móviles tienen una masa de 3,4 toneladas métricas. Cada una de las ocho hojas pesa 40 kilos.

## Tradición
El klapotetz se oye más frecuentemente en la región transnacional del suroeste de Estiria (p.e. la cordillera Sausal y el Weinstraße) hasta Eslovenia oriental: Slovenske gorice, Haloze y Prlekija (de la que es un símbolo), menos frecuentemente en la Baja Carniola y la Carniola Blanca. También se encuentra en el suroeste de Eslovenia, en la región Litoral y en Croacia (en Zagorje), pero es mucho más infrecuente aquí. Esas áreas tradicionalmente producen vino blanco.
Tradicionalmente este tipo de sonajas se han colocado el 25 de julio, festividad de Santiago Apóstol o el 15 de agosto día de la Asunción de la Virgen María, pero también en cualquier día entre una y otra fecha. Usualmente se quitan después de la cosecha hasta el 1 de noviembre (Día de Todos los Santos), pero no más tarde del 11 de noviembre (fiesta de san Martín). Si a un hombre casado se le olvida quitarlo, los jóvenes del pueblo pueden hurtarlo y dejar un mensaje sobre el rescate que tiene que pagar para recuperarlo.  
Algunos de estos instrumentos están ornamentados con pequeñas figurillas talladas. Los tipos tradicionales que se hacen solo con madera se están haciendo cada vez más raros, y son reemplazados por instrumentos con elementos metálicos.

## Motivo
- Correos de Eslovenia emitió un sello que valía 13 tólares eslovenos en 1997 representando un klopotec. El sello era una parte de la colección Slovenija - Evropa v malem ("Eslovenia - Europa en miniatura").
- Uno de los encuentros de músicos folclóricos eslovenos que tiene lugar anualmente, se llama Veseli klopotec ("Feliz Klopotec").
- La Sociedad eslovena de compositores, autores y editores para la protección de los derechos de autor (SAZAS) anualmente confiere el premio Zlati klopotec ("Klopotec dorado") al autor de la mejor canción popular en un dialecto esloveno de ese año.